# Matías Zagazeta
Matías  Zagazeta (Lima, Perú; 8 de septiembre de 2003) es un piloto de automovilismo peruano. En 2021 resultó subcampeón del Campeonato de F4 Británica con cuatro victorias y once podios en su segunda temporada en monoplazas. Desde 2024 compite en el Campeonato de Fórmula 3 de la FIA, primero con Jenzer Motorsport y en 2025 para el equipo DAMS, siendo el primer piloto peruano en competir en la categoría.

## Carrera

### Inicios
Zagazeta comenzó su carrera en el karting a los 8 años, donde lograría tres veces el campeonato nacional, cambió rápidamente a la competencia internacional, principalmente en Estados Unidos.
Cruzó hacia Europa en 2017, compitiendo en varios eventos IAME y WSK, así como en el Campeonato Europeo de Karting CIK-FIA. Terminó decimocuarto en la clase X30 Senior de la IAME Winter Cup en 2019, su último año de karting, logró superar a Lorenzo Fluxá, Léna Bühler y Zdeněk Chovanec.

### Fórmula 4

#### 2020
Después de probar con monoplazas de Fórmula 4 por primera vez a fines de 2019, Zagazeta firmó con Carlin para su debut en un monoplaza al año siguiente. Habiendo dejado atrás a toda su familia en Lima y compitiendo en pistas que no conocía, el peruano soportó una temporada difícil, en la que finalmente anotó solo 34 puntos. Terminó en decimosegundo lugar en el campeonato, como penúltimo piloto a tiempo completo, lejos de sus compañeros de equipo Zak O'Sullivan y Christian Mansell, segundo y séptimo respectivamente.

#### 2021
Zagazeta comenzó el 2021 compitiendo a tiempo parcial en el Campeonato de EAU de Fórmula 4 con Xcel Motorsport. Donde su mejor resultado sería cuarto en las ocho carreras que disputó, y terminó decimocuarto en la clasificación.
Al cambiarse a Phinsys by Argenti para su segunda campaña en el Campeonato de F4 Británica, los resultados de Zagazeta mejoraron drásticamente, ya que consiguió un primer podio en monoplaza en la carrera inaugural de la temporada en Thruxton. Ganaría cuatro carreras a lo largo del año, incluida la doble victoria en Knockhill, además de que estuvo en la cima de la clasificación con solo dos rondas para el final. Pero finalmente perdería el título ante Matthew Rees de JHR por 25 puntos.

### Fórmula Regional

#### 2022

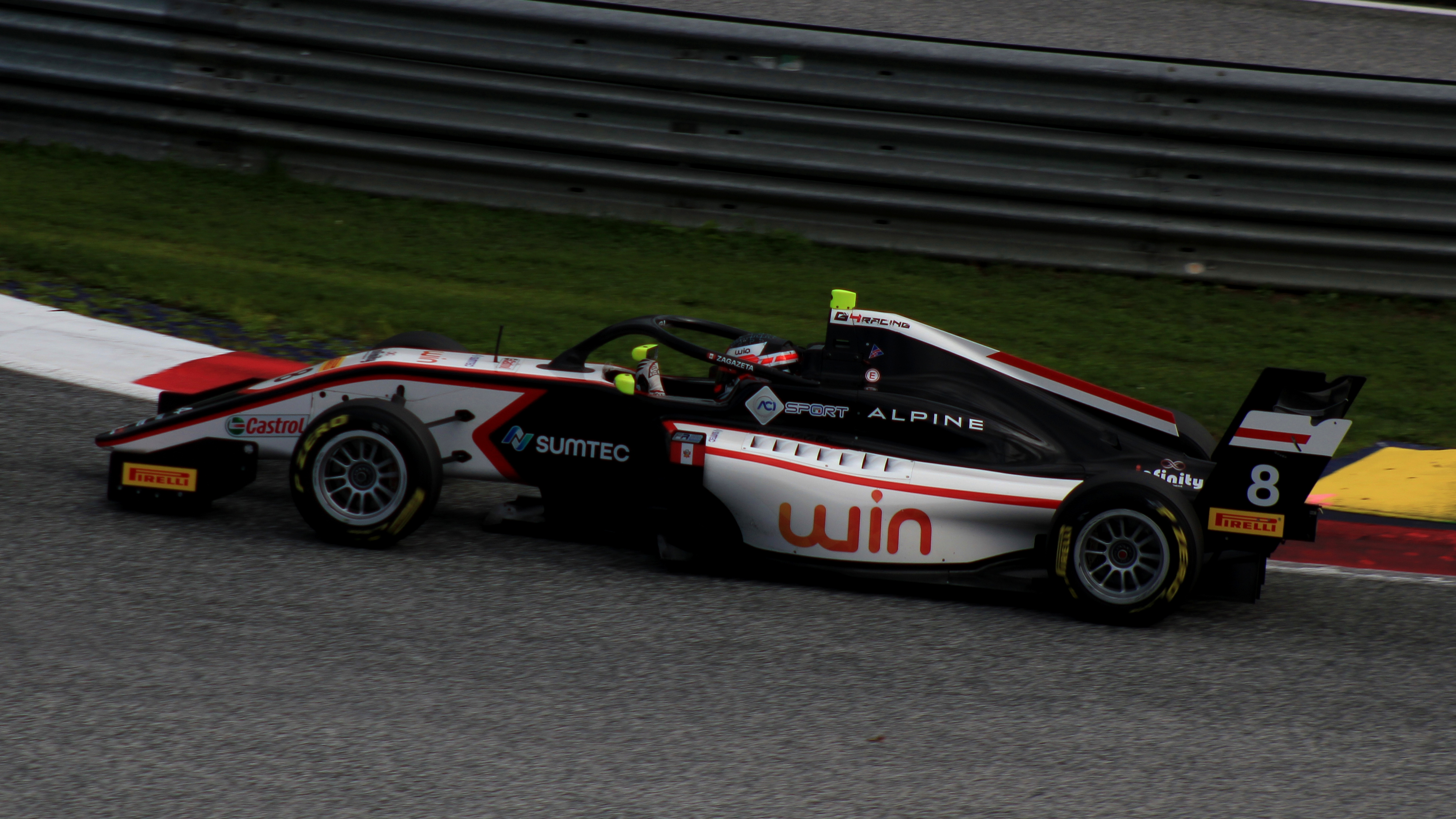
Zagazeta en el Red Bull Ring, en 2022.

En 2022, Zagazeta se unió a G4 Racing para avanzar al Campeonato de Fórmula Regional Europea. Inmediatamente impresionó en los test de pretemporada, liderando la sesión final del test colectivo de Barcelona. Pero a pesar de sorprender en los test, quedaría 32.º en el campeonato, siendo su mejor resultado un décimo octavo lugar en Barcelona-Cataluña.

#### 2023
En 2023, Zagazeta sería anunciado por R-ace GP para disputar el Campeonato de Fórmula Regional de Medio Oriente de 2023. Donde quedaria en segundo lugar en la primera carrera en la temporada en Dubái. Tras su temporada en Medio Oriente, Zagazeta sería anunciado por R-ace GP en el Campeonato de Fórmula Regional Europea.

#### 2025
En 2025, Zagazeta disputó el Campeonato de Fórmula Regional de Oceanía con M2 Competition. En dicho campeonato lograría su mejor resultado en una Fórmula Regional hasta el momento con una quinta posición, dos victorias, cuatro podios y 244 puntos.

### Fórmula 3
En 2022, Zagazeta participó en las pruebas de Postemporada del Campeonato de Fórmula 3 de la FIA, conduciendo para Charouz Racing System durante los últimos dos días.
2024
A inicios de año se anunció que Zagazeta participaría de esta temporada de la mano con Jenzer Motorsport, convirtiéndose en el primer piloto peruano en llegar a la Fórmula 3.Además, el 3er puesto obtenido en la carrera sprint en Silverstone, lo convirtió también en el primer piloto peruano en conseguir un podio en la categoría.

## Resumen de carrera
| Temporada | Categoría                                       | Equipo             | Carreras     | Victorias    | Poles        | VR           | Podios       | Puntos       | Pos.         |
| --------- | ----------------------------------------------- | ------------------ | ------------ | ------------ | ------------ | ------------ | ------------ | ------------ | ------------ |
| 2020      | Campeonato de F4 Británica                      | Carlin             | 26           | 0            | 0            | 0            | 0            | 34           | 12.º         |
| 2021      | Campeonato de EAU de Fórmula 4                  | Xcel Motorsport    | 8            | 0            | 0            | 0            | 0            | 32           | 14.º         |
| 2021      | Campeonato de F4 Británica                      | Phinsys by Argenti | 30           | 4            | 4            | 3            | 11           | 306          | 2.º          |
| 2022      | Campeonato de Fórmula Regional Europea          | G4 Racing          | 19           | 0            | 0            | 0            | 0            | 0            | 32.º         |
| 2023      | Campeonato de Fórmula Regional de Medio Oriente | R-ace GP           | 9            | 0            | 0            | 0            | 1            | 28           | 17.º         |
| 2023      | Campeonato de Fórmula Regional Europea          | R-ace GP           | 20           | 0            | 0            | 0            | 0            | 12           | 22.º         |
| 2023      | Gran Premio de Macao                            | Jenzer Motorsport  | 1            | 0            | 0            | 0            | 0            | N/A          | 17.º         |
| 2024      | Campeonato de Fórmula 3 de la FIA               | Jenzer Motorsport  | 18           | 0            | 0            | 0            | 1            | 8            | 25.º         |
| 2025      | Campeonato de Fórmula Regional de Oceanía       | M2 Competition     | 15           | 2            | 1            | 1            | 4            | 244          | 5.º          |
| 2025      | Campeonato de Fórmula 3 de la FIA               | DAMS Lucas Oil     | Disputándose | Disputándose | Disputándose | Disputándose | Disputándose | Disputándose | Disputándose |
| Fuente:   |                                                 |                    |              |              |              |              |              |              |              |

## Resultados

### Campeonato de Fórmula Regional Europea
(Clave) (negrita indica pole position) (cursiva indica vuelta rápida)

| Año  | Equipo    | 1   | 1   | 2   | 2   | 3   | 3   | 4   | 4   | 5   | 5   | 6   | 6   | 7   | 7   | 8   | 8   | 9   | 9   | 10  | 10  | Pos. | Puntos |
| ---- | --------- | --- | --- | --- | --- | --- | --- | --- | --- | --- | --- | --- | --- | --- | --- | --- | --- | --- | --- | --- | --- | ---- | ------ |
| 2022 | G4 Racing | MNZ | MNZ | IMO | IMO | MON | MON | LEC | LEC | ZAN | ZAN | BUD | BUD | SPA | SPA | SPI | SPI | BAR | BAR | MUG | MUG | 32.º | 0      |
| 2022 | G4 Racing | 20  | 28  | 26  | 28  | DNQ | 21  | 19  | 22  | 20  | 20  | 25  | 21  | 24  | 25  | 31  | 26  | 24  | 18  | 30  | 29  | 32.º | 0      |
| 2023 | R-ace GP  | IMO | IMO | BAR | BAR | BUD | BUD | SPA | SPA | MUG | MUG | LEC | LEC | SPI | SPI | MNZ | MNZ | ZAN | ZAN | HOC | HOC | 22.º | 12     |
| 2023 | R-ace GP  | 13  | 5   | 14  | 23  | 27  | Ret | 20  | 23  | 20  | 24† | 24  | 19  | 22  | 21  | 21  | 27  | 15  | 10  | Ret | 23  | 22.º | 12     |

### Campeonato de Fórmula Regional de Medio Oriente
(Clave) (negrita indica pole position) (cursiva indica vuelta rápida)

| Año  | Equipo   | 1    | 1    | 1    | 2    | 2    | 2    | 3    | 3    | 3    | 4    | 4    | 4    | 5   | 5   | 5   | Pos. | Puntos |
| ---- | -------- | ---- | ---- | ---- | ---- | ---- | ---- | ---- | ---- | ---- | ---- | ---- | ---- | --- | --- | --- | ---- | ------ |
| 2023 | R-ace GP | DUB1 | DUB1 | DUB1 | KUW1 | KUW1 | KUW1 | KUW2 | KUW2 | KUW2 | DUB2 | DUB2 | DUB2 | YMC | YMC | YMC | 17.º | 28     |
| 2023 | R-ace GP | 2    | 12   | Ret  | 9    | 13   | 7    | 23   | Ret  | 9    |      |      |      |     |     |     | 17.º | 28     |

### Campeonato de Fórmula 3 de la FIA
(Clave) (negrita indica pole position) (cursiva indica vuelta rápida puntuable)

| Año   | Escudería         | 1   | 1   | 2   | 2   | 3   | 3   | 4   | 4   | 5   | 5   | 6   | 6   | 7   | 7   | 8   | 8   | 9   | 9   | 10  | 10  | Pos. | Puntos | Ref.   |
| ----- | ----------------- | --- | --- | --- | --- | --- | --- | --- | --- | --- | --- | --- | --- | --- | --- | --- | --- | --- | --- | --- | --- | ---- | ------ | ------ |
| 2024  | Jenzer Motorsport | SAK | SAK | MEL | MEL | IMO | IMO | MON | MON | BAR | BAR | SPI | SPI | SIL | SIL | BUD | BUD | SPA | SPA | MNZ | MNZ | 25.º | 8      | [ 24 ] |
| 2024  | Jenzer Motorsport | Ret | 18  | 15  | 17  | 17  | 17  |     |     | 19  | 19  | 17  | 14  | 3   | 22  | Ret | 27† | 17  | 17  | 14  | Ret | 25.º | 8      | [ 24 ] |
| 2025* | DAMS Lucas Oil    | MEL | MEL | SAK | SAK | IMO | IMO | MON | MON | BAR | BAR | SPI | SPI | SIL | SIL | SPA | SPA | BUD | BUD | MNZ | MNZ | 25.º | 6      | [ 25 ] |
| 2025* | DAMS Lucas Oil    | 5   | 22  | 17  | 29  | Ret | 22  | 17  | 15  | 18  | 15  | 17  | 18  | 25  | 24  |     |     |     |     |     |     | 25.º | 6      | [ 25 ] |

- * Temporada en progreso.

### Campeonato de Fórmula Regional de Oceanía
(Clave) (negrita indica pole position) (cursiva indica vuelta rápida)

| Año  | Equipo         | 1   | 1   | 1   | 2   | 2   | 2   | 3   | 3   | 3   | 4   | 4   | 4   | 5   | 5   | 5   | Pos. | Puntos |
| ---- | -------------- | --- | --- | --- | --- | --- | --- | --- | --- | --- | --- | --- | --- | --- | --- | --- | ---- | ------ |
| 2025 | M2 Competition | TAU | TAU | TAU | HMP | HMP | HMP | MAN | MAN | MAN | TER | TER | TER | HIG | HIG | HIG | 5.º  | 244    |
| 2025 | M2 Competition | 5   | 1   | 2   | 16  | 11  | 5   | 12  | 13  | 5   | 1   | 7   | 3   | 4   | 6   | Ret | 5.º  | 244    |